# Gishwati-Wald

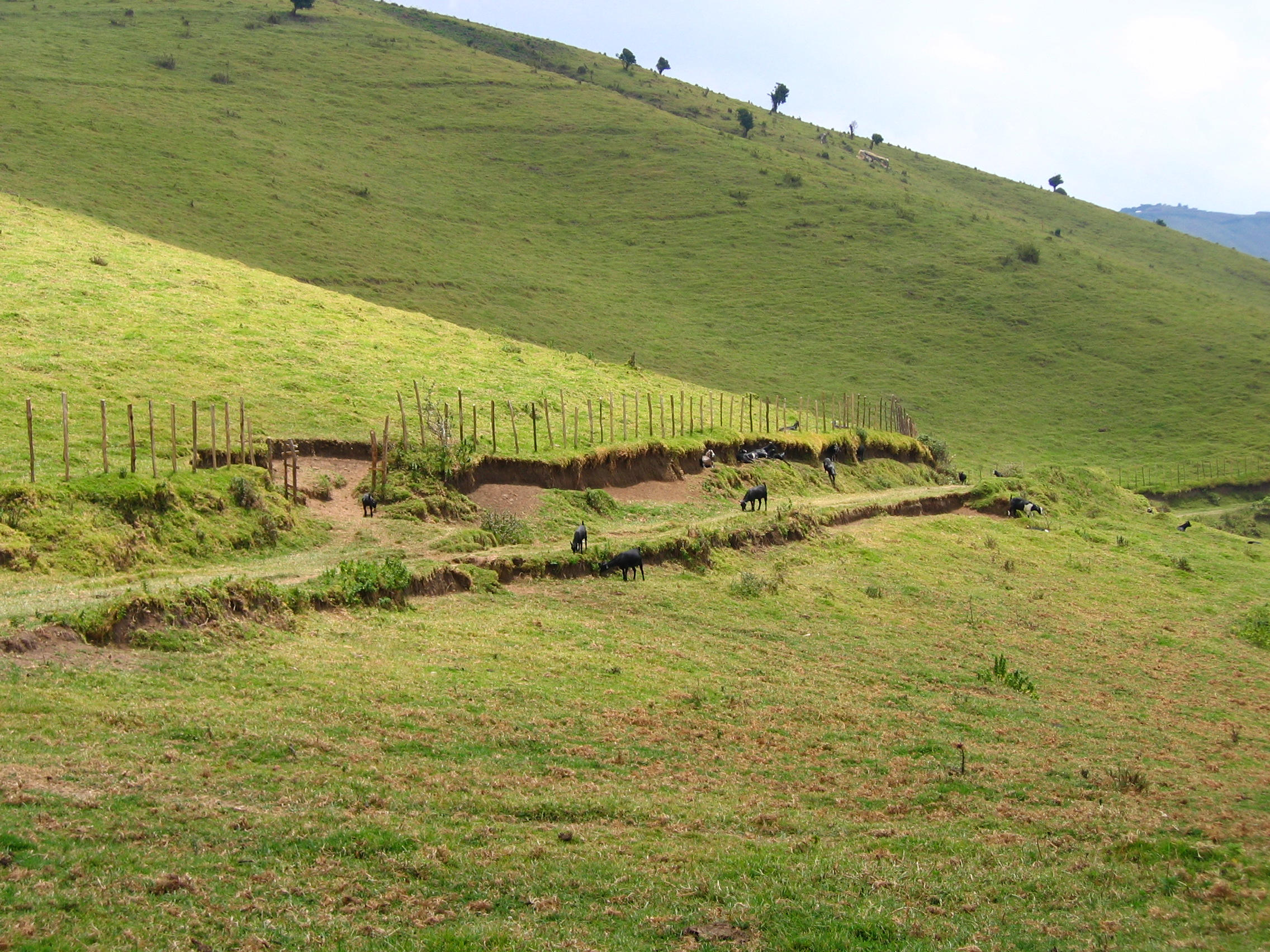
Weidendes Vieh in den Überresten des Waldes, erste Hangsicherungen gegen Erosion, 2004

Der Gishwati-Wald (Forêt Naturel de Gishwati) war früher nach dem Nyungwe-Wald der zweitgrößte Naturwald Ruandas. Der afro-montane Wald erstreckte sich entlang des zentralafrikanischen Riftsystems am Ostufer des Kivusees südöstlich der am See gelegenen Stadt Gisenyi und war einst mit dem Nyungwe-Wald weiter im Süden verbunden.
Die Ausdehnung des Gishwati-Waldes, so wie sie auf den meisten Karten noch eingezeichnet ist, existiert heute nicht mehr. Heute sind nur noch einige Flecken Wald übrig. Stattdessen befinden sich dort heute neue Siedlungen, frisch gerodete Felder und Teeplantagen. Der Gishwati-Wald ist damit zum Zweck landwirtschaftlicher Erschließung weitestgehend zerstört worden.
Noch im Jahr 1960 waren 28 000 ha mit Wald bewachsen. In mehreren Schüben wurde der Gishwati abgeholzt, auch durch Bürgerkriegsrückkehrer nach 1994, so dass im Jahr 2001 nur noch 1.500 acres (6,1 km2) mit Wald bedeckt waren. Das relativ kleine, im Jahr 2009 nur 700 ha umfassende Forest reserve-Waldschutzgebiet Gishwati wird von MINIRENA / NAFA verwaltet. Mit natürlichen Begrenzungen aus Steinen und Hecken wird versucht, wenigstens dieses Gebiet zu erhalten. Infolge der Entwaldung sind Hangrutschungen und Überschwemmungen von Feldern und Siedlungen in den Tallagen während der Regenzeit die Folge.

## Flora und Fauna
Aufgrund der Entwaldung durch den hohen Populationsdruck in Ruanda und Flüchtlinge aus dem Kongo ist die Biodiversität massiv geschädigt, 99,7 % der Tierpopulation ist verschwunden (Ostafrikanischer Schimpanse Pan troglodytes schweinfurthii, Angola-Stummelaffe Colobus angolensis ruwenzorii, Potamochoerus porcus, Cephalophus nigrifons, Dendrohyrax arboreus, Felis serval und Felis aurata), die Wildfrüchte, welche für die dort früher lebenden Menschen eine wichtige Rolle spielten, haben um 93,3 % abgenommen, Wildgemüse verschwand zu 99,6 %, wilde Medizinpflanzen zu 79,9 %.
Das 2007 gestartete Gishwati Area Conservation Program (GACP) wurde im Jahr 2010 mit einem Projekt für einen 30 km langen Waldkorridor zwischen Gishwati- und Nyungwe-Wald erweitert, um den kaum noch vorhandenen Wildtieren eine Wanderung zu ermöglichen. Diese Schutzprogramme sollen dazu beitragen, Ruanda bis zum Jahr 2020 aufzuforsten; Umweltziel ist eine Bedeckung des Staatsgebiets mit 30 % Wald. Zuständig ist das Rwandan Ministry of Lands and Environment. Geplant ist, langfristig neben den derzeit drei Nationalparks weitere ehemalige Gebiete soweit zu schützen, dass weitere Nationalparks eingerichtet werden können. Im künftigen Gishwati National Conservation Park sollen neben Zonen für Naturschutz und Tourismus auch Bereiche mit nachhaltiger Waldbewirtschaftung ausgewiesen werden. Im verbundenen Nyungwe National Park besteht eine Partnerschaft mit der National University of Rwanda.
Im Gishwati-Wald wurden 155 Vogelarten verzeichnet, darunter 20 Endemiten des Albert-Grabens. An global gefährdeten Arten finden sich der stark gefährdete Kappengeier, der stark gefährdete Südafrika-Kronenkranich, der gefährdete Savannenadler und Kivubuschsänger sowie der als potentiell gefährdet eingestufte Bergbussard und Lagdenwürger.

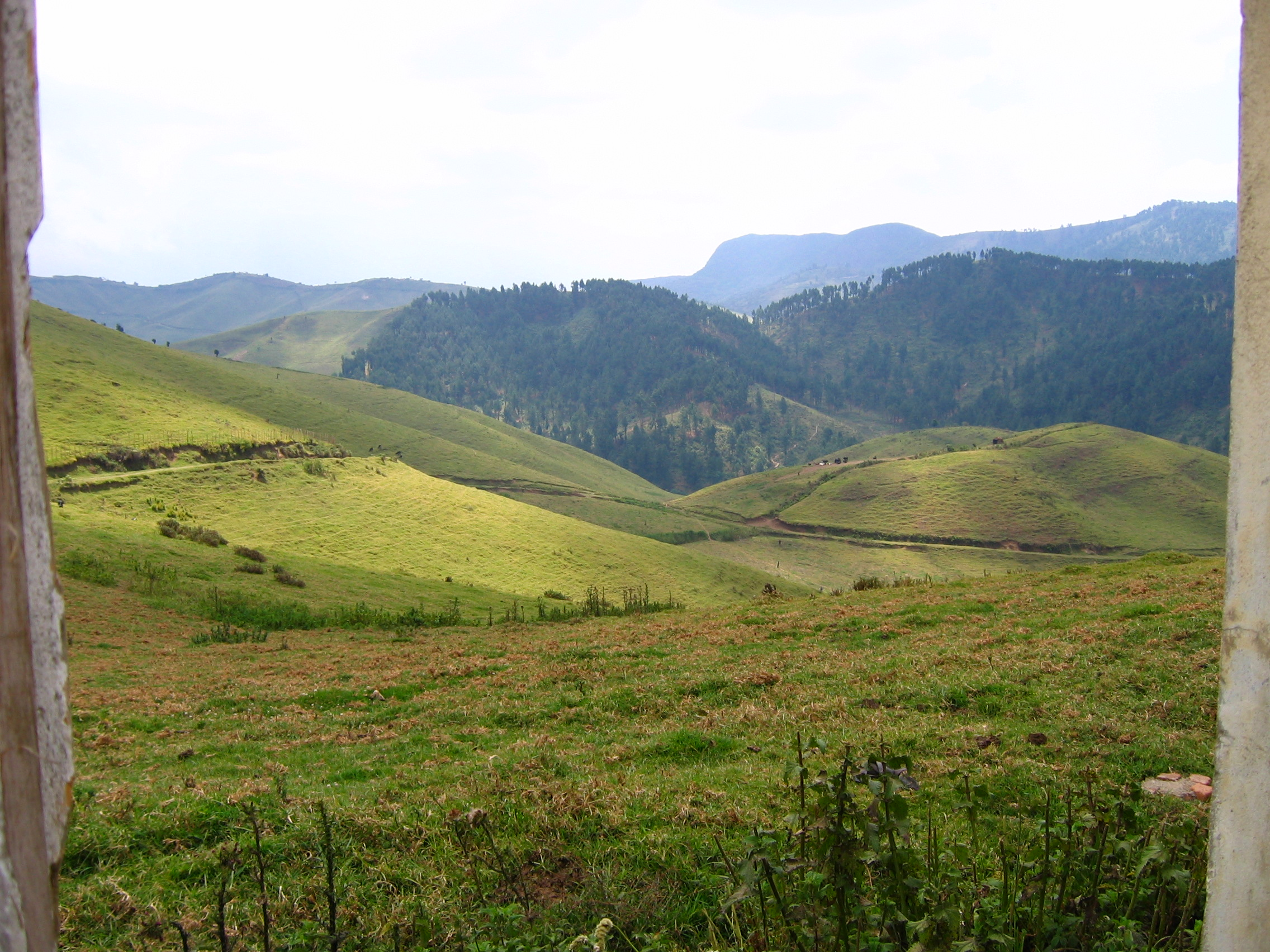
Die Hügel mit Überresten des Waldes im Tal, 2004
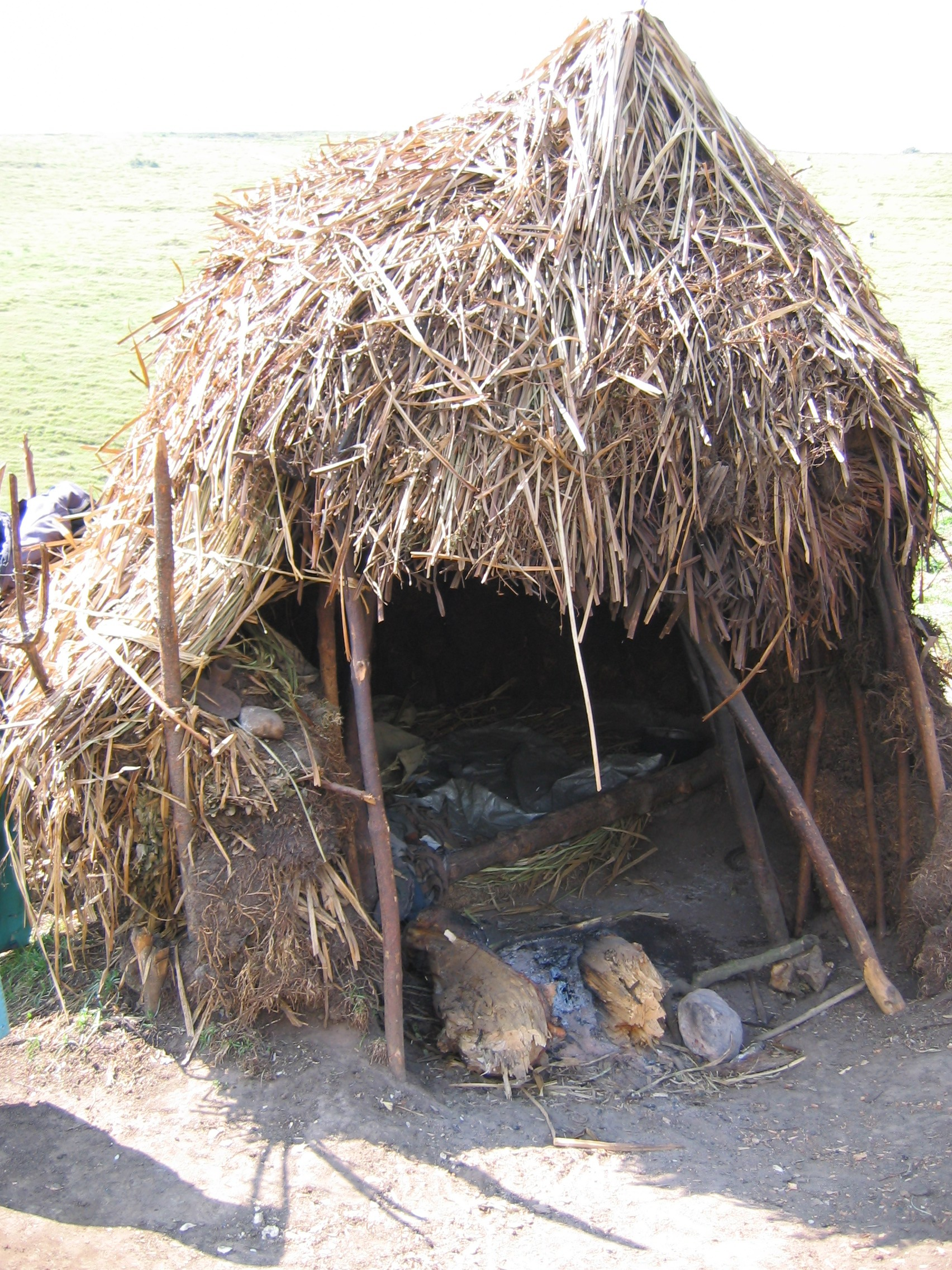
Hütte von Viehhirten, 2004
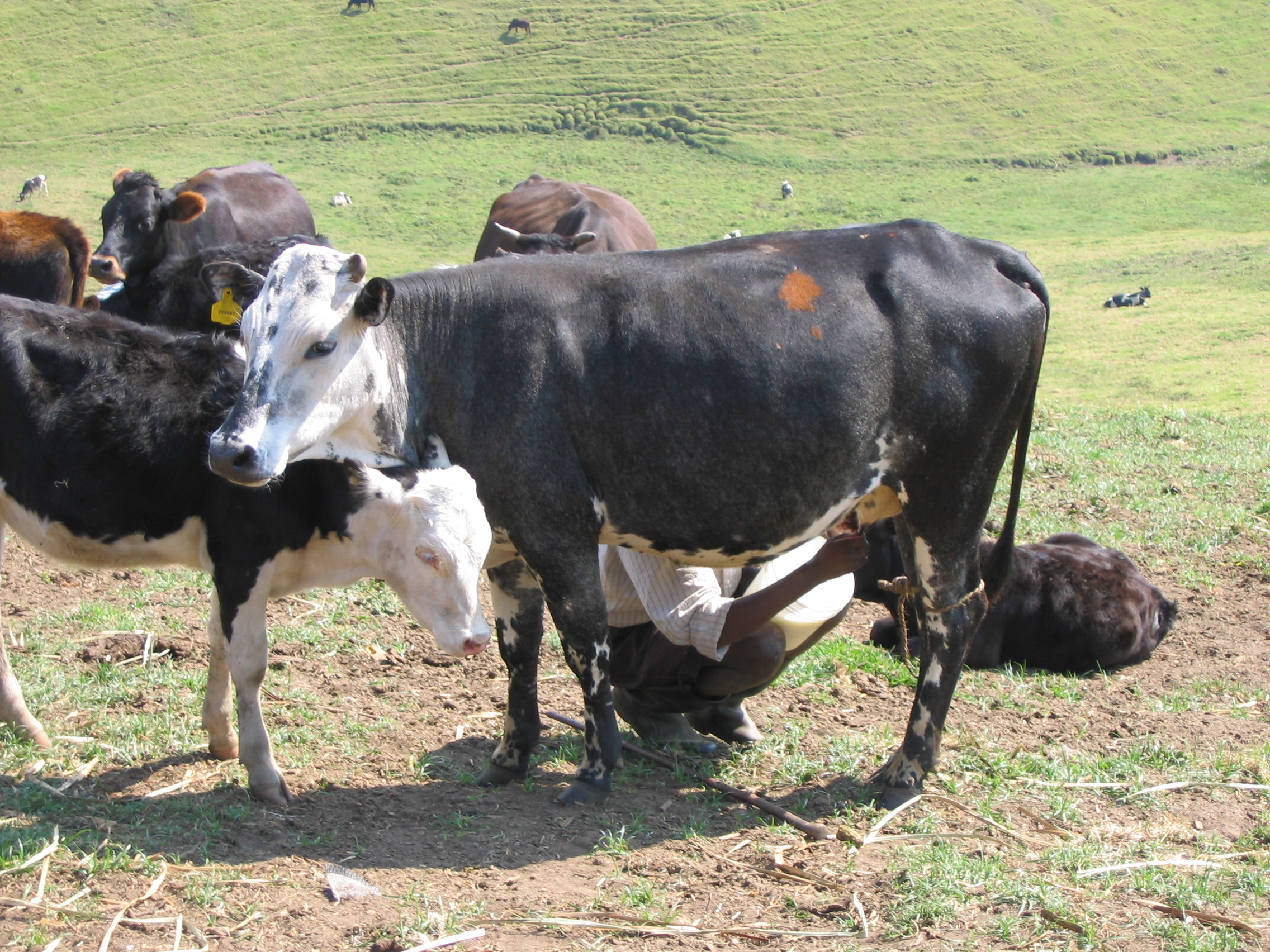
Viehhaltung in den Bergen des Gishwati-Waldgebietes
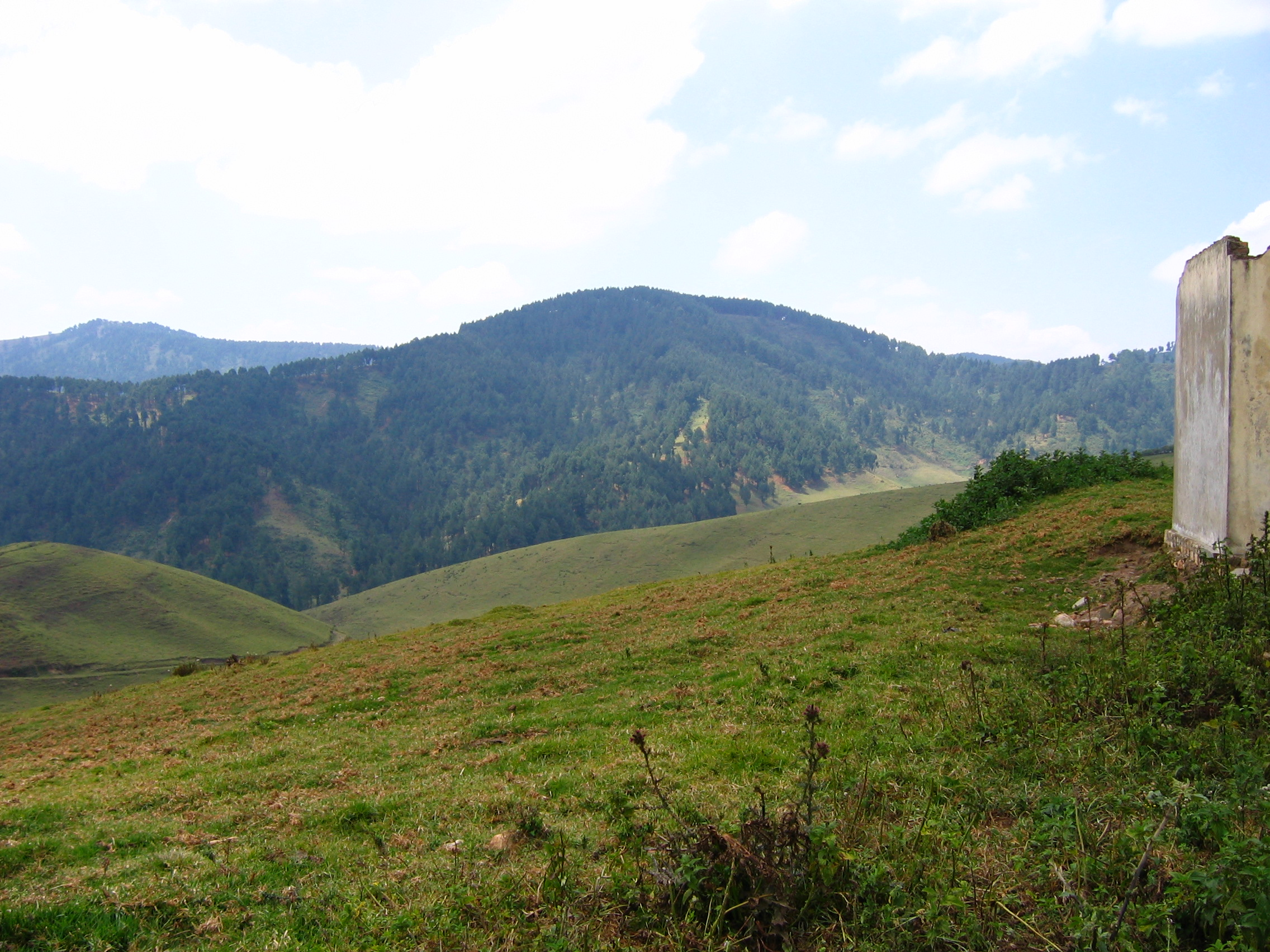
Rechts im Bild eine Hausruine